# 全莉
全莉（1962年—）是中國動保人士，毕业于北京大学，拥有沃顿商学院和宾夕法尼亚大学劳德研究所的MBA/MA双学位。在投身老虎保护事业之前，她曾担任意大利时尚集团古驰的全球授权主管，之前曾在贝纳通授权管理部任职。

## 拯救中国虎
2000年，她在英国创立了老虎保护慈善机构拯救中国虎，致力于拯救极度濒危的华南虎。她和前夫共同主持该组织，直至他们离婚。她相信该物种可以在南非的野生动物保护区内恢复，最终目标是在中国实现野化。2012年7月，她提出离婚后，被丈夫从拯救中国虎中除名。
离开拯救中国虎后，她又创办了一家新的老虎保护慈善机构“中国虎复兴”，总部位于伦敦。香港商人邓永锵于2013年10月3日在伦敦多切斯特酒店的China Tang餐厅举办活动，协助该慈善机构筹集资金。
她指控前夫斯图尔特·布雷挪滥用职权。2019年4月10日，法院判离婚，判前夫提供抚养费。